# FM4
FM4 ist ein Jugendkulturradiosender des Österreichischen Rundfunks (ORF).
Der Sender weist einen hohen Wortanteil auf, arbeitet eng mit der österreichischen Musiklandschaft zusammen, trifft eine heterogene Musikauswahl abseits des Chart-Mainstreams der Formatradios und sendet zweisprachig (deutsch-englisch). Die Kern-Zielgruppe sind Menschen zwischen 14 und 29 Jahren.

## Geschichte

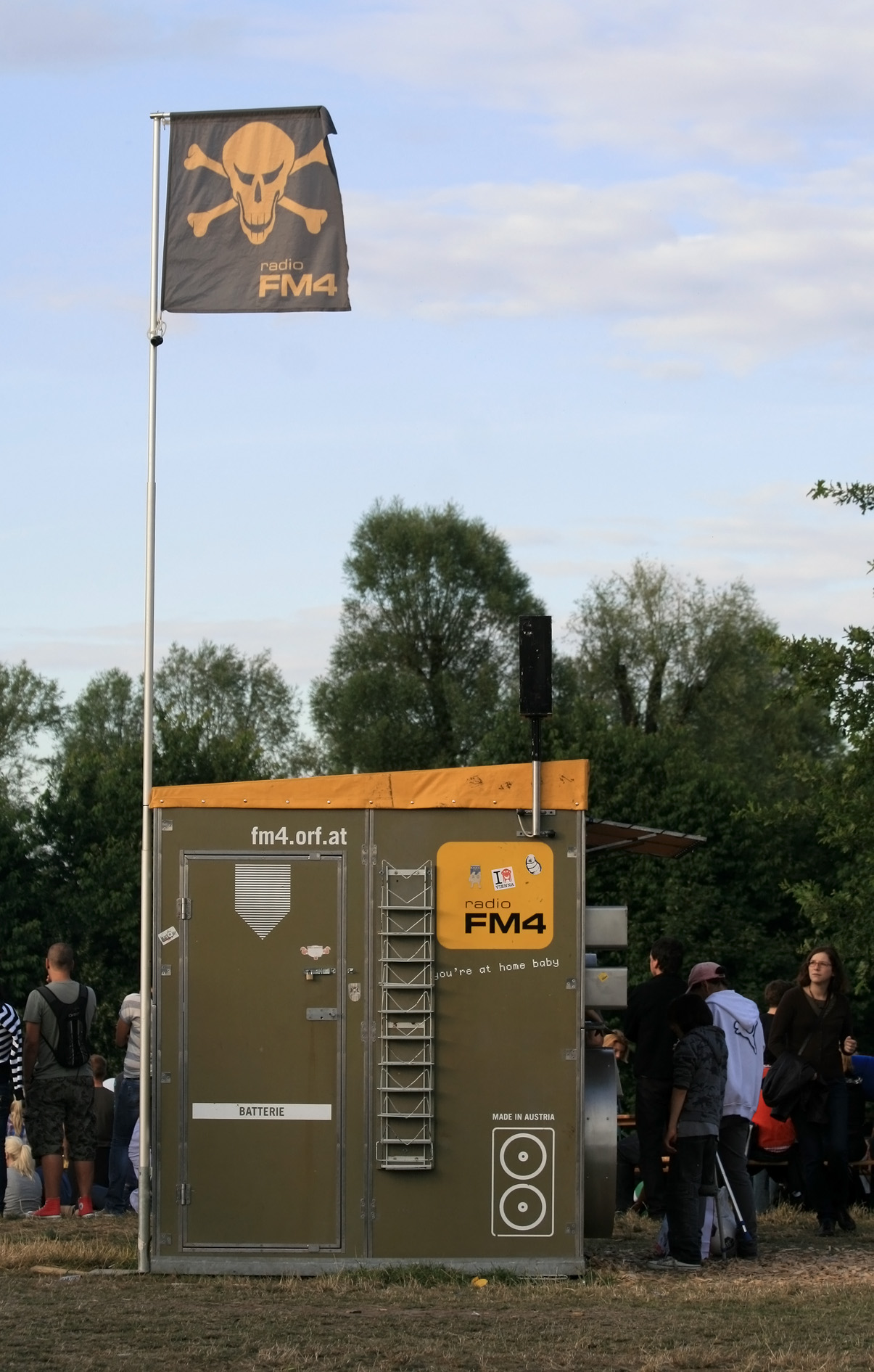
FM4-Stand am Donauinselfest 2011

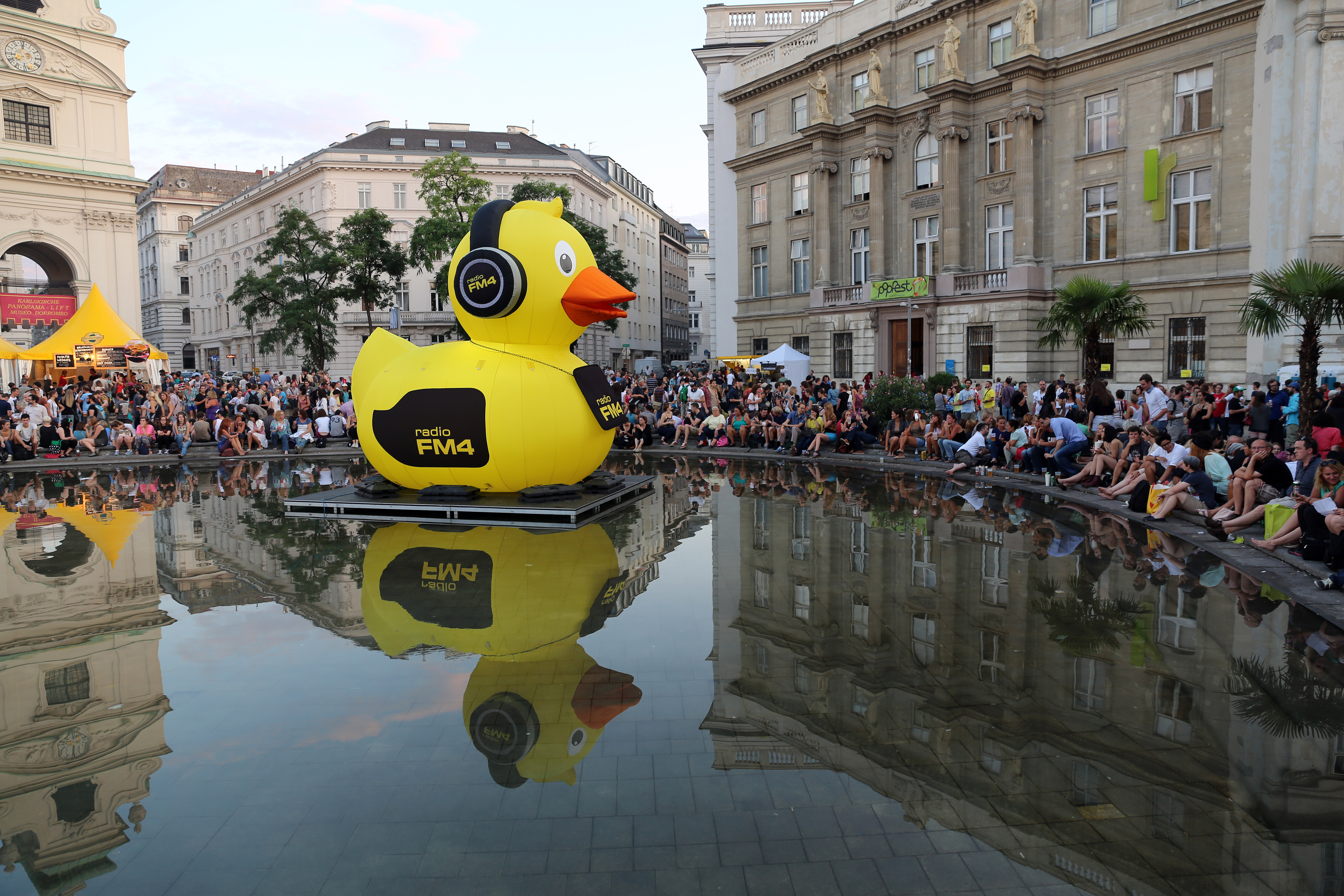
FM4-Werbeente am Popfest 2014

FM4 entstand im Zuge der Privatradio-Einführung in Österreich. Als sich in der zweiten Hälfte der 1990er Jahre das Ende des öffentlich-rechtlichen Rundfunkmonopols abzeichnete, begann der ORF seine Hörfunkprogramme zu differenzieren. Konkurrenz entstand vor allem für Ö3, bei dem durch einen befürchteten Reichweiteneinbruch hohe Einnahmen durch Werbung auf dem Spiel standen. Das im Vergleich zuvor heterogene Ö3-Programm wurde deshalb auf ein AC-Formatradio homogenisiert. Kritischere, wenig mainstreamkonforme Sendungsinhalte wurden auf den neu geschaffenen Radiosender FM4 ausgelagert.
Am 16. Jänner 1995 ging FM4 um 19 Uhr erstmals auf Sendung, moderiert von Angelika Lang, das erste Lied war Sabotage von den Beastie Boys. Bis ins Jahr 2000 teilte sich FM4 die Frequenz mit Blue Danube Radio und sendete zunächst nur von 19 bis 1 Uhr morgens, zwischen 1 und 6 Uhr wurde das Programm von Ö3 übernommen. 1997 wurde die Sendezeit auf 19 bis 6 Uhr ausgeweitet. Seit 1. Februar 2000 sendet FM4 rund um die Uhr, nachdem Blue Danube Radio eingestellt wurde und Mitarbeiter von dort zu FM4 wechselten. Die Zahl 4 im Sendernamen resultiert aus der chronologischen Reihung der ORF-Radios (nach Ö1, Ö2 und Ö3). Um sich von den anderen überregionalen ORF-Radioprogrammen abzuheben, wählte man anstelle des Ö die Abkürzung FM (Frequenzmodulation; englischsprachige Bezeichnung für den UKW-Rundfunk).
Das typische Pausenzeichen, das einem „schlagenden Herzen“ nachempfunden ist, wurde vom Musicbox-Mitarbeiter Werner Geier kreiert. Es ist fast nie im Tagesprogramm zu hören, trennt aber im Abend- und Nachtprogramm die einzelnen Formate.
Das Spezifikum von FM4 als gemischtsprachiges Radio geht auf seinen Vorgänger Blue Danube Radio zurück. Dieses wurde 1979 vom ORF zeitgleich mit der Fertigstellung der UNO-City als lokales englischsprachiges Programm mit der Zielgruppe „internationales Publikum“ eingerichtet und später auf eine vierte österreichweit sendende Frequenzkette ausgedehnt. Ende der 1990er Jahre wurden Forderungen laut, diese vierte Frequenzkette für Privatradio zu nutzen. Durch die Etablierung von FM4 konnte der ORF diese Forderungen zwar abwehren, als (vermeintlicher) kommerzieller Hemmschuh (beabsichtigt als Hilfe für die Privatradios) wurde dem ORF vom Gesetzgeber aber aufgetragen, den vierten Frequenzbereich mit einem im Wortanteil vorwiegend fremdsprachigen Programm zu bespielen. Das zuvor rein deutschsprachige FM4 wird daher seit dem Start des 24-Stunden-Betriebes auch in englischer Sprache moderiert.
DVB-H/T2 FM4 war von 2008 bis zur Abschaltung Ende 2010 Teil des DVB-H-Angebots von Orange.
Mit Ausweitung auf den 24-Stunden-Betrieb und mit steigenden Quoten wandelte sich das Programm von FM4 weg von Underground hin zu Alternative Mainstream, ein Begriff, den der Sender selbst zu seiner Beschreibung verwendet.
Am 25. November 2019 übersiedelte FM4 vom Funkhaus Wien ins ORF-Zentrum Küniglberg.
2021 starb Martin Blumenau, der den Sender seit dessen Anfang bis dahin maßgeblich prägte.
Der „Strategie ORF 2025“ zufolge ist die Zukunft von FM4 in der bisherigen Form nicht sicher. Es wird erwogen, das lineare Hörfunkprogramm in eine „SOUND-/Podcast-Plattform“ zu überführen.
Nachdem Dodo Roscic 2022 Monika Eigensperger ablöste, welche seit 1996 Leiterin von FM4 war, wurde am 3. Oktober 2022 ein neues Sendungsschema eingeführt, welches eine Reihe neuer Sendungen beinhaltete und eben auch alte auslaufen ließ.

## Programm und Konzept
Die Auswahl der Musik ist heterogen und abhängig von der jeweiligen Sendung. So wird unter anderem Alternative, Heavy Metal (House of Pain), elektronischer Musik (La Boum de Luxe), House & Funk (High Spirits) und Hip-Hop (Tribe Vibes) Platz geboten. Musik aus den Mainstream-Charts fehlt dagegen fast völlig. Das SR-Archiv österreichischer Popularmusik urteilte 2013 rückblickend, FM4 habe „das Selbstbewusstsein der Subgenres und Subkulturen gestärkt, und bietet österreichischen Bands, Produzenten und DJs eine Plattform“. Im Jahr 2018 betrug der Anteil österreichischer Musik auf FM4 laut AKM 30,5 %, im Jahr 2021 waren es 40 %. Am österreichischen Nationalfeiertag wird ausschließlich österreichische Musik gespielt (Stand: 26. Oktober 2021). Zum Jahresbeginn werden das Läuten der Pummerin und der Donauwalzer gesendet.
FM4 berichtet unter anderem über die Themen Musik (jene Art, die FM4 spielt), Musikfestivals, Spiele (vor allem Videospiele), Filme und Filmfestivals, Serien, Bücher (Belletristik, Sachbücher, Comics), Kunst und Kultur, in- und ausländische Politik/Gesellschaft, Umweltschutz (z. B. Klimakrise), Studieren und ÖH-Wahlen, Schule, Trendsport, Internet, Menschenrechte, Sexualität (z. B. Homosexualität), Gender, junge Menschen, Feminismus, Diskriminierung, Rassismus, Flüchtlinge, Menschen mit Migrationshintergrund, Rechtsextremismus, Menschen mit Behinderung, soziales Engagement, Wissenschaft.
Auf FM4 wird Englisch und Deutsch gesprochen (ungefähr gleich viel), wobei innerhalb einer Sendung, eines Beitrags oder eines Gesprächs beide Sprachen vorkommen können. Es wird selten für die Hörer in die andere Sprache übersetzt. Die Moderatoren reden meistens in ihrer Muttersprache (Ausnahmen sind vor allem englischsprachige Interviews).

### Nachrichtensendungen
Nachrichtensendungen werden jeden Tag von 6 bis 19 Uhr zur vollen Stunde in englischer Sprache gesendet. Die Nachrichten werden von FM4 selbst produziert. Oft wird auch auf eigene Korrespondentenberichte zurückgegriffen, teilweise aber auch auf Berichte anderer englischsprachiger Sender wie BBC oder National Public Radio.
Zusätzlich werden morgens zwischen 6 und 10 Uhr zur halben Stunde Kurznachrichten in deutscher Sprache gesendet, außer an Wochenenden und Feiertagen.
Bis 31. Dezember 2018 wurden darüber hinaus zwei Mal täglich Nachrichten in französischer Sprache angeboten. Diese wurden eingestellt, da es diesbezüglich inzwischen online ein vielfältiges öffentlich-rechtliches Angebot gibt und diese außerdem den Hörgewohnheiten des Zielpublikums nicht mehr entsprechen.

### Interaktivität
Hörer können Musikwünsche abgeben, bei einigen Sendungen anrufen, Empfehlungen geben, bei Videospielstreams mitchatten, die FM4-Charts beeinflussen, den FM4-Award-Preisträger wählen, auf sozialen Netzwerken mit FM4 interagieren, an Umfragen, Gewinnspielen, Kurzgeschichtenwettbewerben oder Liederwettbewerben teilnehmen, Fotos für einen Stehkalender beisteuern und eigene Musik auf der FM4-Website veröffentlichen.

### Webpräsenz
Auf der barrierefreien Website des Senders werden meist deutschsprachige Artikel veröffentlicht. Dazu kommen programmbegleitende Informationen, Podcasts, Veranstaltungstermine, die Soundpark-Plattform, ein Onlineshop, sowie Konten auf sozialen Netzwerken. Auf YouTube veröffentlicht FM4 unter anderem Auftritte von Musikern. (Stand: Jänner 2022)

## Personal
- Programmchefs:
  - Doroteja Gradištanac (seit 1. Jänner 2022)[21]
  - Monika Eigensperger (1996 Leiterin, ab 1999 Senderchefin bis 2021)[22][23]
  - Mischa Zickler (1995–1996)
- Chefredakteur: Martin Pieper[2]
- Musikchef: Marcus Wagner-Lapierre[2]

## Sendungen
- Siehe Liste von FM4-Sendungen.

## FM4 Charts
Die FM4 Charts bestehen seit dem Jahr 2000 und werden jeden Samstag zwischen 17 und 19 Uhr ausgestrahlt. Die Charts sind Redaktionscharts und setzen sich aus der am Sender gespielten Musik zusammen. Sie stellen die wichtigsten alternativen Musikcharts des Landes dar. Zusätzlich wurden die FM4 Charts auch auf dem privaten Musik-Fernsehsender gotv ausgestrahlt. FM4 veröffentlicht Playlists der Charts auf Spotify und Deezer.
Die Charts bestehen aus 25 Songs und werden wöchentlich von der 50-köpfigen Fachredaktion von FM4 erstellt. Ein Charakteristikum der Sendung ist die Beschreibung des Hintergrunds zu jedem Song. Jede Woche werden auch vier Musiktitel vorgestellt, die nächste Woche in die Charts einsteigen werden. Man kann auf der Website abstimmen, welcher am höchsten einsteigen soll.
Die Musik aus den Charts wird auch in der unmoderierten Sendung Sound Selection Charts (Dienstag 3–5 Uhr) gespielt.
Am Silvestertag werden die FM4-Jahrescharts bekanntgegeben und gespielt. Sie bestehen aus jeweils 100 Titeln (bis 2012 nur 50 Titel).

### Die besten 100 Songs aus 30 Jahren FM4
Anlässlich des 30-jährigen Bestehens spielte FM4 am 24. Jänner 2025 „die besten 100 Songs aus 30 Jahren FM4“.
Die bestplatzierten Lieder waren:
1. Bilderbuch – Maschin
2. MGMT – Time To Pretend
3. Billie Eilish – Bad Guy
4. Santigold – Disparate Youth
5. Wanda – Bologna
6. Gorillaz – Feel Good Inc.
7. Mavi Phoenix – Aventura
8. Tocotronic – Let There Be Rock
9. Bibiza – Akademie der bildenden Künste
10. Beastie Boys – Sabotage

## Sendungsrubriken
Die FM4-Sendungen enthalten eine Vielzahl von kurzen Rubriken, die, häufig humoristisch, einem bestimmten Thema gewidmet sind.

### Science Busters
Wissenschaftskabarett mit den Science Busters. Martin Puntigam redet mit einem Wissenschaftler über ein Wissenschaftsthema. Am Samstag und, als Wiederholung, in der Morning Show am Montag. Sprache: Deutsch. Auch als Podcast verfügbar. (Stand: September 2021)

### Ombudsmann
Kabarett mit Hosea Ratschiller, von ihm und Martin Puntigam geschrieben. Sprache: Deutsch. Auch als Podcast verfügbar. (Stand: September 2021)

### Sonja und Bernd
Pärchen-Satire mit Eva Deutsch und David Pfister. Manchmal als längeres Hörspiel mit Gästen. Sprache: Deutsch. Auch als Podcast verfügbar. (Stand: Jänner 2022)

### Kabarett
Weitere Kabarettbeiträge gibt es von:
- Flüsterzweieck. Sprache: Deutsch. (Stand: April 2023)
- RaDeschnig. Sprache: Deutsch. (Stand: September 2021)

### Ehemalige Rubriken

#### Digital Underground
Digital Underground war eine Senderubrik, die in den Shows FM4 Connected und FM4 Homebase ausgestrahlt wurde. Die Senderubrik behandelte Themen aus den Bereichen IT, Computerkunst und Computerspiele.

#### Webtipp
Täglicher Kurzbeitrag von Dave Dempsey, bei dem eine kurioser Fund im Internet präsentiert wurde.

## Initiativen und Schwerpunkte

### Soundpark
Am 26. Oktober 2001 veröffentlichte FM4 die Online-Plattform FM4 Soundpark, auf der Nachwuchsmusiker ihr Material auf ähnliche Art wie bei MP3.com oder besonic kostenlos veröffentlichen können.

### Kompilationen
Bis 2017 brachte der Sender auch regelmäßig die Compilation-CD FM4 Soundselection heraus (36 Ausgaben), die aus Musik aus dem Repertoire von FM4 bestand, also aus aktuellen Titeln des Programms sowie aus Stücken des FM4 Soundparks. Des Weiteren erschienen in unregelmäßiger Folge Compilations zu verschiedenen FM4-Sendungen (z. B. Sunny Side Up).

### FM4 Draußen
FM4 Draußen ist der Trend- und Funsportbereich des Senders. Jenseits der Mainstream-Sportberichterstattung sind die FM4 Draußen-Redakteure bemüht, Sportarten zu präsentieren, die sonst weniger medial repräsentiert werden und sich oft mit dem Titel Randsportart schmücken dürfen. Sport wird bei FM4 als subkultureller Code verstanden. Der Claim von FM4 Draußen lautet im Sommer „Alles, außer Fußball“ und im Winter „Alles, außer Langlaufen“. Gesendet wird jeden Donnerstag und auch zwischendurch in FM4 Connected. Von sogenannten Großereignissen wie dem Air & Style Snowboardcontest berichtet FM4 Draußen live in einer eigenen Sendung.

### Wortlaut
Seit 2002 veranstaltet FM4 jedes Jahr den Kurzgeschichten-Wettbewerb Wortlaut. Jeder kann einen unveröffentlichten deutschsprachigen Text zu einem vorgegebenen Thema einreichen. Eine Jury wählt die besten 10 Texte, die dann vom Verlag Luftschacht in einem Buch veröffentlicht werden. Die Autoren bekommen Preise. (Stand: September 2021)

### Spielekammerl-Show
Jeden Donnerstag streamen FM4-Mitarbeiter ab 17 Uhr ca. 3 bis 4 Stunden lang meist Videospiele (manchmal Gesellschaftsspiele) auf Twitch, manchmal mit Gästen.

### Licht ins Dunkel
FM4 unterstützt jedes Jahr ein anderes Hilfsprojekt im Rahmen der Aktion Licht ins Dunkel und berichtet darüber. Das Geld kommt von Spenden, einem Punschstand mit FM4-Künstlern und -Moderatoren und dem Verkauf des FM4 Stehkalenders, dessen mehr als 50 Fotos von FM4-Hörern eingeschickt wurden. Spenden werden mit Musikwünschen gesammelt. (Stand: Dezember 2024)

### Sonstige
- Seit Oktober 2024 wird jeden Monat ein aktuell wichtiger österreichischer Musikact zum Soundpark Superstar ernannt (Stand: Dezember 2024).[33] Bis August 2024 wurde jeden Monat ein neuer österreichischer Musikact zum Soundpark Act des Monats ernannt.[34]
- FM4 Private Sessions: Musiker (oft aus Österreich), die auf FM4 gespielt werden, spielen Privatkonzerte bei FM4-Hörern, die sich dafür bewarben.[35] (Stand: September 2024)
- FM4 Sessions: Ein Musikact spielt für FM4 in einem Studio.[36] (Stand: September 2022)
- Am Weltfrauentag wird viel Musik von Frauen gespielt und viel über Frauen berichtet[37] (Stand: 8. März 2023). Im Black History Month (Februar) wird Ähnliches in Bezug auf schwarze Menschen gemacht[38] (Stand: Februar 2023) und im Pride Month (Juni) in Bezug auf LGBTIQ+-Menschen[39] (Stand: Juni 2023).
- Im Dezember kann man in den sozialen Medien und auf der FM4-Website an der Umfrage Exit Poll über das zu Ende gehende Jahr teilnehmen (z. B. Song/Act/Spiel/Film/Buch/Podcast/Konzert des Jahres).[40] (Stand: Dezember 2024)
- Auf der FM4-Website kann man abstimmen, welcher von 5 österreichischen Musikacts am nächsten Sziget-Festival auftreten wird (Stand: Mai 2025).[41]

## Reichweiten und Werbung
FM4 ist der reichweitenschwächste Radiosender des ORF. Laut österreichischer Media-Analyse 2002 erreicht man eine durchschnittliche Tagesreichweite von 3,8 % (zirka 254.000 Hörer). Im stärksten FM4-Land Wien konnte eine Quote von 5,8 % erzielt werden. Die Hörer sind im Schnitt 37,8 Jahre alt.
In seinen ersten sieben Jahren war FM4, von abendlichen Durchschaltungen von Ö3-Werbeblöcken abgesehen, weitgehend werbefrei. Seit Jänner 2002 werden tagsüber mindestens stündlich einige (meist deutschsprachige) Werbespots geschaltet. Eine satirische Auseinandersetzung erfolgt mit dem englischsprachigen Jingle:

“This was a test of the advertisement-broadcasting-system. In case of a real commercial you would have been advised to buy something.”

„Das war ein Test des Werbungs-Sendesystems. Im Falle einer echten Werbung wären Sie aufgefordert worden, etwas zu kaufen.“

## Veranstaltungen

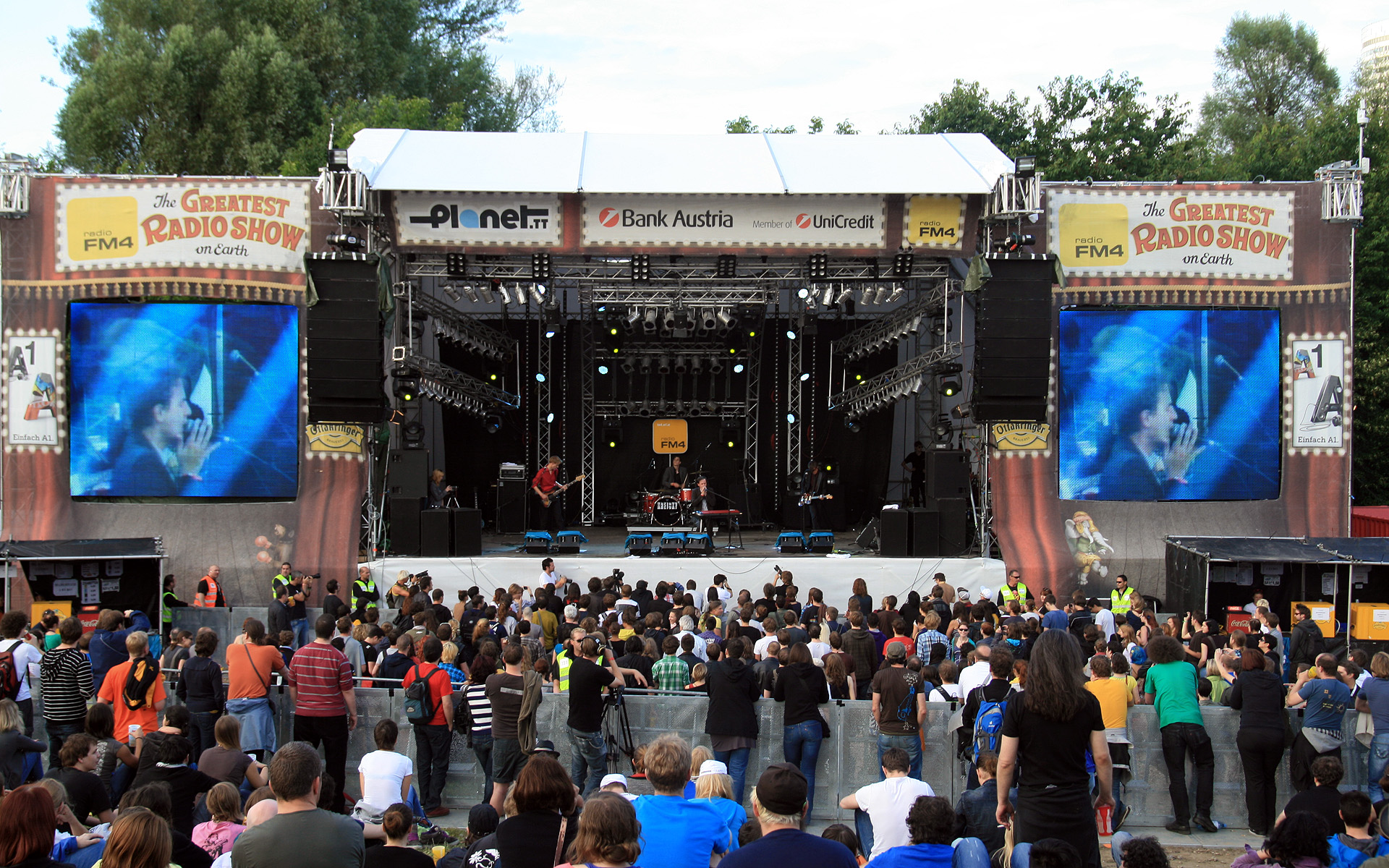
Kreisky auf der FM4/Planet.tt-Bühne am Donauinselfest 2011

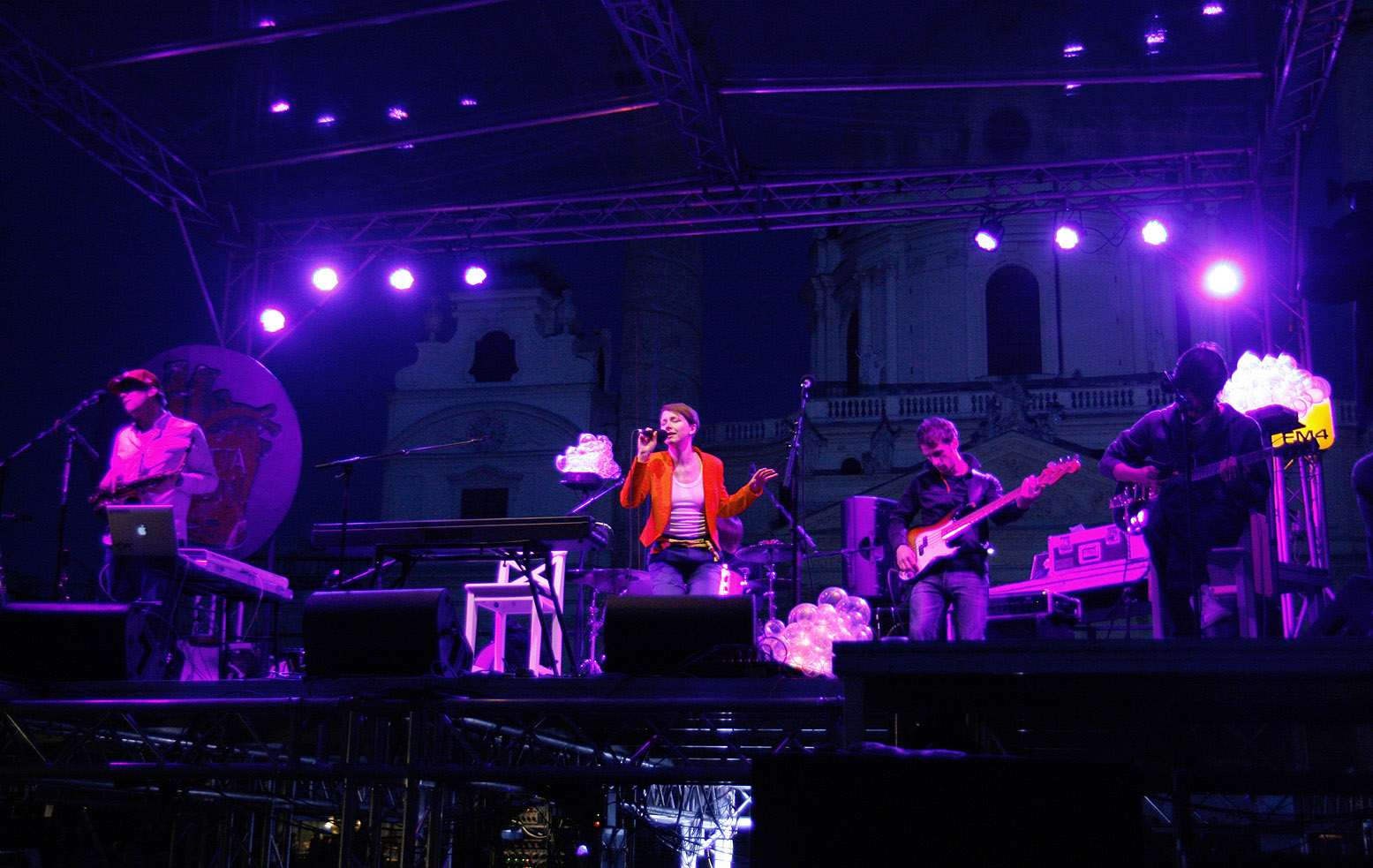
Violetta Parisini am Popfest 2011

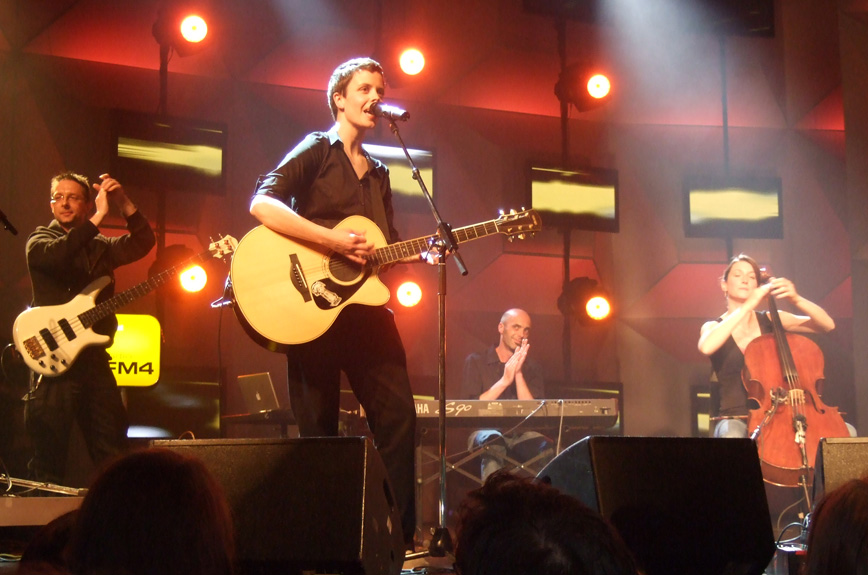
Clara Luzia, FM4 Alternative Act des Jahres bei den Amadeus Austrian Music Awards 2008

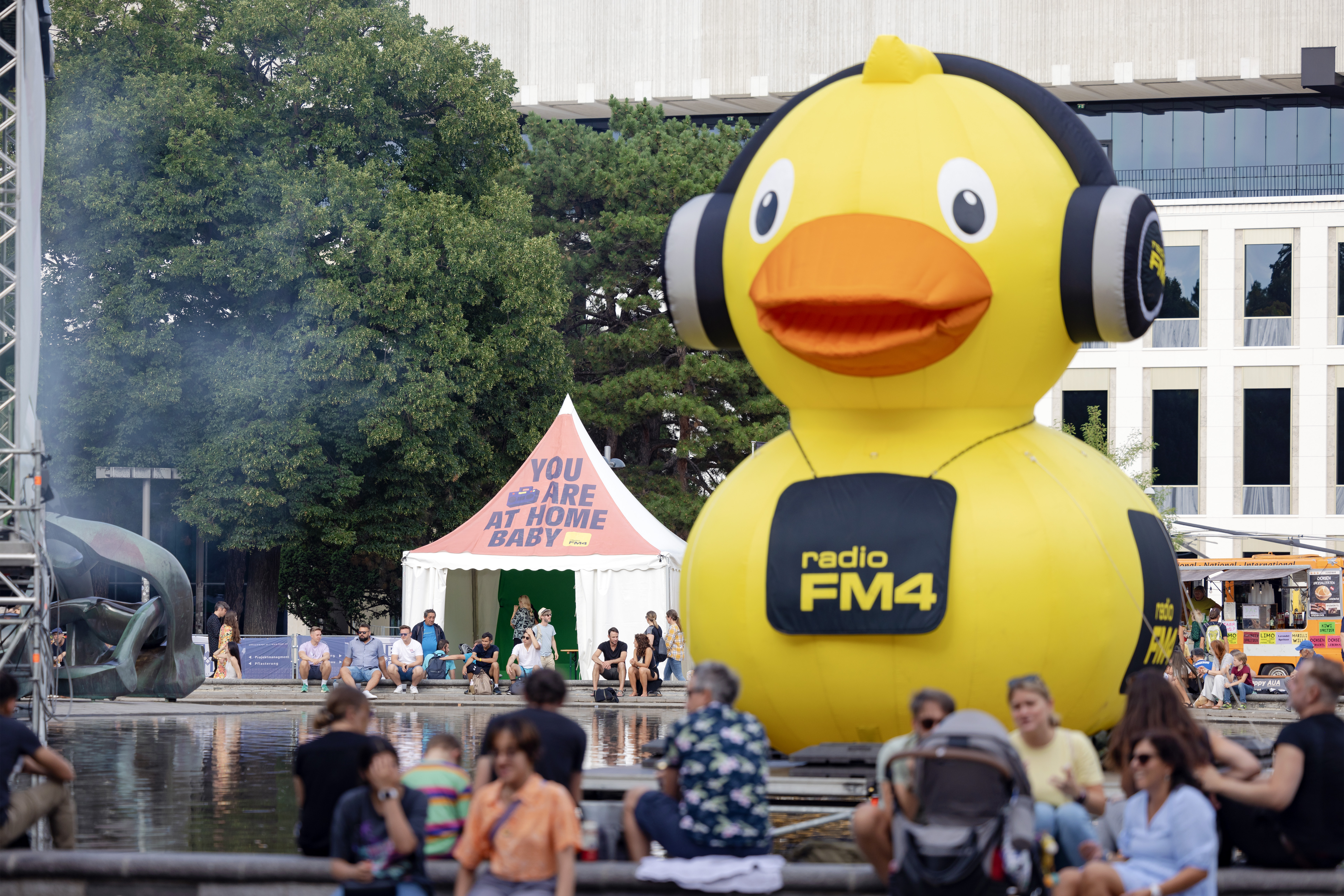
Popfest 2023

Jedes Jahr an einem Samstag gegen Ende Jänner findet in Wien das „FM4-Geburtstagsfest“ statt, seit 2014 in der Ottakringer Brauerei. Vorher war es trotz der Jahreszeit teilweise als Open-Air-Festival in der Arena Wien konzipiert. Außerdem finden in ganz Österreich und auch in München über das Jahr verteilt regelmäßig ähnliche von FM4 veranstaltete Festivals statt. Weiters kooperiert man mit vielen österreichischen Veranstaltungen und sendet Live-Einstiege, Live-Berichterstattung und Mitschnitte. Beispiele dafür sind der Protestsongcontest, das FM4-Frequency-Festival, das Nova-Rock-Festival, das Aerodrome-Festival, das Wiener Popfest und vieles mehr. Seit Anfang der 2000er Jahre ist FM4 (Mit-)Betreiber einer der Bühnen am alljährlichen Donauinselfest in Wien.
Seit April 2006 gibt es die „FM4-Überraschungskonzerte“. FM4 lädt dabei gern gehörte Bands des Senders zu Konzerten in relativ kleine Locations. Via E-Mail oder Handy kann man sich registrieren. Erst einen Tag vor dem Konzert wird dann über das bevorstehende Konzert den registrierten Personen eine Nachricht zugesandt. Nach dem Prinzip „Wer zuerst kommt, mahlt zuerst“ bekommen die Ersten, die auf die Nachricht antworten, zwei Plätze auf der Gästeliste des Konzerts. Die Veranstaltungen werden stets bei freiem Eintritt abgehalten.
Manchmal veranstaltet FM4 im Radiokulturhaus ein Konzert eines Musikacts (FM4 Radio Session), ab und zu gemeinsam mit dem ORF Radio-Symphonieorchester Wien. Es wird im Radio gesendet und als Internetvideo veröffentlicht. Tickets gibt es nicht zu kaufen, sondern nur bei FM4 zu gewinnen. (Stand: Februar 2024)
In unregelmäßigen Abständen werden FMqueer-Partys veranstaltet, die ihren Ursprung in der Unzufriedenheit von drei lesbisch-schwulen Mitarbeitern von FM4, Claudia Czesch, Ute Hölzl und Martin Pieper, mit dem Veranstaltungsangebot in der Szene hatten. Jeweils um Mitternacht gibt es einen Liveauftritt einer Künstlerin/eines Künstlers, danach eine DJ-Line aus den Genres Elektro, Pop und Indie.
Veranstaltungen finden nicht nur im Kernsendegebiet Österreich statt, sondern auch im Süden Bayerns, wo es vor allem im Raum München durch die gute UKW-Abdeckung viele FM4-Hörer gibt. Beispiele hierfür sind das FM4-Fest oder der FM4-Club.
Seit 2001 vergibt FM4 im Rahmen der Amadeus Austrian Music Awards den Preis FM4 Award (bis 2008 hieß er FM4 Alternative Act des Jahres). Die FM4-Musikredaktion nominiert dafür 20 Acts, für die man auf der FM4-Website abstimmen kann. Für die besten 5 kann man dann nochmal abstimmen, um den Gewinner zu ermitteln.
Während Fußball-Welt- und Europameisterschaften im Sommer veranstaltet FM4 Public Viewings im WUK oder in der Ottakringer Brauerei (FM4 WM-Quartier oder FM4 EM-Quartier), 2022 erstmals beim Frauen-Fußball. (Stand: Juli 2022)
2019 nahm FM4 erstmals mit einem Wagen (der Musik spielt) an der Regenbogenparade teil.
Vor ÖH-Wahlen veranstaltet FM4 eine moderierte Diskussion der Spitzenkandidaten (Stand: Mai 2025).

## Empfang
In Österreich kann FM4 über rund 30 UKW-Sender nicht ganz flächendeckend empfangen werden, wobei es erhebliche Überreichweiten insbesondere nach Südbayern, Baden-Württemberg und die Schweiz gibt. In Südtirol wird FM4 über den Sender Brenner des DAB-plus-Netzes der Rundfunk-Anstalt Südtirol verbreitet, das Reichweiten bis Innsbruck ermöglicht. In Österreich und in der Schweiz ist FM4 via Kabel analog und digital zu empfangen, in Deutschland via DVB-C im Raum München und grenznahen Regionen, sowie im digitalen Programmbouquet der Primacom.
Über Livestreams kann FM4 weltweit als Internetradio empfangen werden. Am 9. Dezember 2015 wurde ein eigener FM4-Player veröffentlicht, der es unter anderem ermöglicht, die Sendungen der letzten sieben Tage nachzuhören und nach Autoren oder Titeln zu suchen. Der FM4-Player steht auch als iOS- und Android-Applikation zur Verfügung. Podcast-Folgen sind 30 Tage lang verfügbar.
In Europa kann FM4 digital über das ASTRA-Satellitennetzwerk empfangen werden:
- Satellit: Astra 1H
- Transponder: 115 (12,66275 GHz)

## Partnerschaften
Die in der Jugendschiene Donnerstag Nacht des ORF-Fernsehens von Oktober 2002 bis April 2007 ausgestrahlte Sendung ohne Namen wurde vom FM4-Moderator Fred Schreiber koproduziert und gesprochen. Sie befasste sich mit vielen Themen und Bands, die auf dem Sender gespielt werden.
Zudem gab es im Jahr 1997 auf ORF 2 jeweils freitagnachts die Programmschiene nitebox, welche sich sowohl von der On-Air-Aufmachung als auch von den Sendeinhalten her stark an FM4 orientierte. Zu sehen waren einerseits Comedy-Sendungen wie Die kranken Schwestern oder Wiederholungen der Trashcomedy-Sendung Montevideo. Auch wurden einige FM4-Sendungen wie das mittlerweile eingestellte Radio Blume oder Bonustrack für das Fernsehen adaptiert. Die nitebox fiel 1997 einer ORF-Programmreform zum Opfer und wurde eingestellt.
Ebenfalls bereits mehrmals im TV zu sehen war die Reihe Projekt X, diese lief jedoch im Rahmen der mittlerweile ebenfalls eingestellten kunst-stücke auf ORF 1.

## Auszeichnungen
- 2022: Österreichischer Umweltjournalismus-Preis in der Kategorie „Radio“ für das Team der FM4-Klimanews.[52]